# Вулиця Млинова (Львів)
Вулиця Млинова — вулиця у Шевченківському районі міста Львова, в місцевості Голоско. Сполучає вулицю Зимову горішню та Ждахи. Прилучаються вулиці Загула Дмитра та Ланова.

## Історія та забудова
Вулиця виникла у першій третині XX століття і відтоді її назва була напряму пов'язана з прізвищем Мюллер, а саме з меценатом Юзефом Мюллером, німцем польського походження, що мав величезний маєток в цій частині Голоска. Після входження села до меж міста 11 квітня 1930 року, вулиці колишнього села були перейменовані або ж новоутвореним вулицям надавалися певні назви. Так, у 1931 році отримала назву Мюллера, від 1934 року — Мюллерувка, від 1943 року до липня 1944 року — Мюллергофґассе, у липні 1944 року повернена довоєнна назва Мюллерівка. Сучасна назва Млинова походить від 1950 року.
Забудована одноповерховими садибами 1930-х років, є один будинок барачного типу, зведений у 1950-х роках.